# Brouet de cailles
Pour les articles homonymes, voir Brouet (homonymie).
Le brouet de cailles est un mets de la cuisine médiévale. Une version apparaît dans le Viandier de Taillevent.

## Version originale
« Et pour brouet de cailles, prenes chappons apparaillez ou grosse poulaille et mettes bouillir en ung pot et quant le grain sera cuyt et assaisonne avec ung peu de lart que mettes au cuire et du saffran dedans tires le grain et prenez moyeulx dœufz entregettes coules par lestamine ou tres bien batus et en lyes le bouillon et mettez du vertiuis au lyer et gingembre blanc batu et mettez du percil effucille et le boutes et quant il sera prest mettrez le grain en platz et au servir du bouillon. »